# خوشبختی

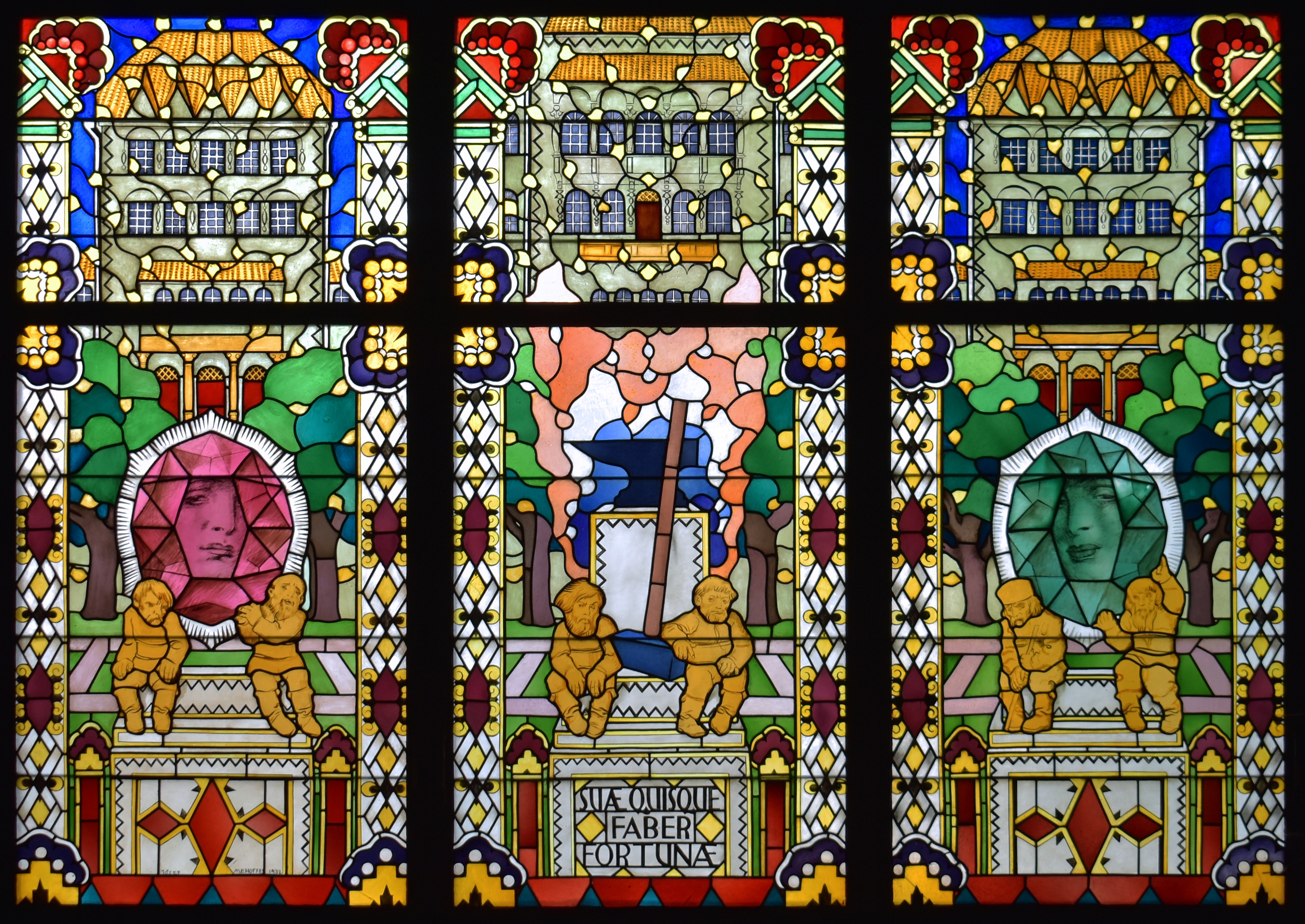
خوشبختی

خوشبختی، نیکبختی یا سعادت (به انگلیسی: Prosperity)، عبارت است از شکوفایی، پیروزی، خوش‌شانسی و پایگاه اجتماعی موفق. نیکبختی اغلب باعث تولید ثروت فراوان می‌شود، از جمله عوامل دیگری که می‌توانند در همه درجه‌ها بسیار ارزشمند باشند، مانند شادی و تندرستی هستند.